# Amomum gramineum
Amomum gramineum är en enhjärtbladig växtart som beskrevs av Nathaniel Wallich och John Gilbert Baker. Amomum gramineum ingår i släktet Amomum och familjen Zingiberaceae.
Artens utbredningsområde är Burma. Inga underarter finns listade i Catalogue of Life.